# 馬場徹
馬場 徹（ばば とおる、1988年6月17日 - ）は、日本の俳優。愛称はばーちょん。東京都出身。砂岡事務所を経て2015年4月1日付でロータス・ルーツ所属。元PureBoysメンバー。元プロサッカー選手の馬場憂太は実兄である。

## 来歴・人物
3歳からサッカーをはじめ、兄と同じくサッカー選手を目標としていた。三菱養和に所属してサッカーを続けていたが、小学4年生のとき試合中に全治1年の怪我を負い、本格的な手術を受けることを拒否してサッカー選手の目標を断念。療養期間中に自宅で映画を観て過ごすことが増え、俳優を目指すようになった。
小学6年生のときに劇団ひまわりに入団。中学生の頃から徐々に仕事が入るようになる。
2006年、『ミュージカル テニスの王子様』で舞台に初出演。
2007年6月、若手俳優ユニットPureBOYSの結成メンバーとなる。3枚のシングルと3回の公演に参加。2009年6月の公演をもって崎本大海とともに卒業。
自身のファンクラブ「Team.B.B.」のイベントを特にサンリオピューロランドで行っており、2008年7月にダニエルとのコラボ楽曲「Happy!」を発表した。その後「smile」「明日へ」「story」「withyou」とサンリオピューロランド限定で毎年CDを発売している。「Team B.B.」は後に小野賢章、桑野晃輔など所属事務所の男性俳優全体を対象としたファンクラブになっている。
「つかこうへいの作品に出たい」と自ら門を叩き、2010年の舞台『飛龍伝2010 ラストプリンセス』のオーディションにおいてつかから台詞の“口立て”を受け、起用に至った。つかが稽古場で最後に口立ての稽古をした相手が馬場であり、つかは「あいつ、できる」という言葉を残している。つかの逝去後『広島に原爆を落とす日』に出演、2011年のつかこうへい追悼公演『新・幕末純情伝』では坂本龍馬役、2013年の『熱海殺人事件 40years' NEW』では歴代最年少の木村伝兵衛部長刑事役を務め、「つかこうへい最後の愛弟子」と呼ばれている。2013年の『広島に原爆を落とす日』では主演のディープ山崎を務め、チケットは全公演完売となった。
雑誌『演劇ぶっく』にてアンケート制で行われる「えんぶチャート俳優部門」にて、2011年は30位、2012年は10位、2013年には5位にチャートインした。2013年8月発行『papyrus』50号（幻冬舎）では、「一度でも舞台を観ると、圧倒される。客席の空気を制する存在感と、大仰なセリフでも上滑りさせない説得力のある演技。」と評された。
2013年6月、早乙女太一“原点進化”にて1公演のみ急遽、早乙女が演じる女形「弁天小僧菊之助」に挑戦することとなり、稽古時間わずか1時間で自身初の女形を演じきった。公演直後からその姿が「美しすぎる」と話題となった。
出演はストレートプレイの作品に留まらず、帝国劇場開場100周年公演『ダンス・オブ・ヴァンパイア』にヘルベルト役として出演し、2014年2月にはミュージカル『ザ・ビューティフル・ゲーム』にて主演を務めた。また、ミュージカル『ザ・ビューティフル・ゲーム』の千秋楽から、主演である『熱海殺人事件 Battle Royal』の初日までわずか中3日でやり遂げた。『月刊ミュージカル』2014年ミュージカルベストテンにおいて『ザ・ビューティフル・ゲーム』は作品部門2位、馬場徹は男優部門26位。『演劇ぶっく』2014年えんぶチャートにおいて『熱海殺人事件 Battle Royal』は作品部門12位、馬場徹は俳優部門12位にチャートインした。
2014年、TBS『ルーズヴェルト・ゲーム』にて地上波連続ドラマに初出演。第三話では馬場演じる萬田がクローズアップされる内容が放送され、第三話放送直後から番組公式HP上には視聴者から再登板を願うコメントが殺到した。萬田の長台詞のシーンは様々な角度から10回ほど撮影されたが、馬場は台詞を一度も噛むことはなかったという。
早乙女太一とは2013年『神州天馬侠』での共演以来公私共に親密であり、2015年2月亀有リリオホールにて行われた劇団朱雀解散公演には2日間ゲストとして参加。2月26日昼公演『弁天小僧菊之助』子分役・夜公演『大江戸喧嘩纏』親分役として参加（2月27日千穐楽公演『桜吹雪』は馬場が当日突然行った為役が用意されておらず、台詞のない端役として参加）。『大江戸喧嘩纏』では早乙女太一・早乙女友貴の二人相手に立ち回りをし、劇中に早乙女太一本人より「よく立ち回りついてきたな、敵ながらあっぱれだ」と評された。
特技はサッカー、卓球、バスケットボール、野球。好きなアーティストはR・ケリー、EXILEなど。
10年ほど前に始めたゴルフにハマり、「バッバ」の名前でゴルフ専門のYouTubeチャンネルも開設。プロテスト合格を目指している。

## 出演
※主演は太字。

### テレビドラマ
- 土曜ワイド劇場 鉄道捜査官3・津和野トンネル殺人!（2003年9月27日、テレビ朝日） - 多田雄一 役
- オレンジデイズ 第8話（2004年5月30日、TBS） - 矢嶋啓太の弟 役
- 大河ドラマ 義経 第10・11話（2005年3月13日・20日、NHK） - 高倉天皇 役
- トップキャスター 第8話（2006年6月5日、フジテレビ） - 沼田幸彦 役
- しにがみのバラッド。 第3話（2007年1月22日、テレビ東京） - 鈴木俊介 役
- 恋愛診断 第3章 -サヨナラのメロディ-（2007年7月30日 - 8月13日、テレビ東京）
- キャットストリート 第3話（2008年9月11日、NHK） - 山口健 役
- やつらは多分宇宙人!（2010年1月9日 - 3月13日、BSフジ） - 銀側万丈 役（レギュラー）
- 天装戦隊ゴセイジャー 第36話「走れ、アグリ!」（2010年10月24日、テレビ朝日） - 中村直人 役
- NHKスペシャル さよなら、アルマ（2010年12月18日、NHK） - 松下昭則 役
- Fallen Angel 第6話（2012年3月3日、BS朝日） - 桐生奏 役
- 金曜プレステージ ドルチェ（2012年10月12日、フジテレビ） - 峰岸学 役
  - 金曜プレステージ 壮絶! 女のミステリー第3弾 強行犯係・魚住久江〜ドルチェ2（2013年11月15日、フジテレビ） - 峰岸学 役
- ルーズヴェルト・ゲーム（2014年4月27日 - 6月22日、TBS） - 萬田智彦 役
- 若者たち2014（2014年7月9日 - 9月24日、フジテレビ） - 内海弘喜 役
- 世にも奇妙な物語（フジテレビ）
  - '14 秋の特別編「サプライズ」（2014年10月18日） - 健斗 役
  - '16 春の特別編「通いの軍隊」（2016年5月28日） - 鬼頭少佐 役
- ビンタ!〜弁護士事務員ミノワが愛で解決します〜 第6話（2014年11月6日、読売テレビ） - 戸塚圭介 役
- 脇役目線 〜主客逆転!教訓体感アニメ〜浦島太郎編（2014年12月7日、WOWOW）
- ウロボロス〜この愛こそ、正義。（2015年1月16日 - 3月20日、TBS） - 神取一馬 役
- 3つの街の物語（2015年6月7日、TBS）
- ドラマスペシャル 所轄魂（2015年9月20日、テレビ朝日） - 清水刑事 役
- 無痛〜診える眼〜 （2015年10月7日 - 12月16日、フジテレビ） - 太田武司 役
- MOZUスピンオフ 大杉探偵事務所（TBS・WOWOW） - 前島堅介 役
  - 美しき標的編（2015年11月2日、TBS / 2015年11月8日、WOWOW）
  - 砕かれた過去編（2015年11月15日、WOWOW / 2015年12月14日、TBS）
- 99.9-刑事専門弁護士-（TBS） - 落合陽平 役
  - SEASON I（2016年4月17日 - 6月19日）
  - SEASON II（2018年1月14日 - 3月18日）
  - 完全新作SP新たな出会い篇～映画公開前夜祭～（2021年12月29日）[22]
- モンタージュ 三億円事件奇譚（2016年6月26日・27日、フジテレビ） - 土門茂 役
- 特命指揮官 郷間彩香（2016年10月22日、フジテレビ） - 山崎大介 役
- スニッファー 嗅覚捜査官（2016年10月22日 - 12月3日、NHK） - 細井幸三 役
  - スニッファー スペシャル（2018年3月21日）
- コック警部の晩餐会 第9話・最終話（2016年12月14日・21日、TBS） - 山田晶 役
- マッサージ探偵ジョー 第11話（2017年6月24日、テレビ東京） - 大井川春夫 役
- コード・ブルー -ドクターヘリ緊急救命-3rd season 第6回（2017年8月21日、フジテレビ） - 守口 役
- 陸王（2017年10月15日 - 12月24日、TBS） - 大橋浩 役
- 池波正太郎時代劇スペシャル 雨の首ふり坂（2018年1月8日、J:COM・時代劇専門チャンネル） - 若き日の源七 役
- オー・マイ・ジャンプ! 〜少年ジャンプが地球を救う〜（2018年1月13日 - 3月24日、テレビ東京） - 黒塚朝日 役
- バカボンのパパよりバカなパパ（2018年6月30日 - 7月28日、NHK） - キータン（江守清人） 役
- 満願 第2夜「夜警」（2018年8月15日、NHK総合） - 川藤浩志 役
- マリオ〜AIのゆくえ〜（2018年10月13日、NHK BSプレミアム）
- 下町ロケット（2018年10月14日 - 12月23日・2019年1月2日、TBS） - 柏田宏樹 役[23]
- NHK連続テレビ小説
  - まんぷく 第129回 - 最終回（2019年3月5日 - 30日） - 西野紀之 役
  - おむすび（2025年放送予定） - 森下直久 役[24]
- 集団左遷!! 第7話 - 最終話（2019年6月2日 - 23日、TBS） - 新堂秀樹 役
- 盤上の向日葵（2019年9月8日 - 29日、NHK BSプレミアム） - 鳥井樹 役
- スーパープレミアム『八つ墓村』（2019年10月12日、NHK BSプレミアム） ‐ 新居修平 役
- グランメゾン東京 第10話・最終話（2019年12月22日・29日、TBS） - 結月聡 役
- ケイジとケンジ〜所轄と地検の24時〜 第1話（2020年1月16日、テレビ朝日） - 滑川秀幸 役
- サイレント・ヴォイス 行動心理捜査官・楯岡絵麻 Season2（2020年4月11日 - 5月30日、BSテレ東） - 東野浩介 役[25]
- 天国と地獄〜サイコな2人〜（2021年1月17日 - 3月21日、TBS） - 富樫義貴 役[26]
- イチケイのカラス 第2話（2021年4月12日、フジテレビ） - 香田隆久 役[27]
- 桜の塔（2021年4月15日 - 6月10日、テレビ朝日） - 新垣広海 役[28]
- TOKYO MER〜走る緊急救命室〜 第7話 - 第9話（2021年8月15日 - 29日、TBS） - 高松 役[29]
- 義母と娘のブルース 2022年謹賀新年スペシャル（2022年1月2日、TBS） - 池田徹史 役[30]
- 妻、小学生になる。（2022年1月21日 - 3月25日、TBS） - 副島由之 役[31]
- 未来への10カウント（2022年4月14日 - 6月9日、テレビ朝日） - 日比野雅也 役[32][33]
- オールドルーキー 第1話（2022年6月26日、TBS）- 鈴木湧己 役[34]
- 個人差あります（2022年8月6日 - 9月24日、東海テレビ） - 雪平直道 役
- アトムの童（2022年10月16日 - 12月11日、TBS） - 井手大 役[35][36]
- 夕暮れに、手をつなぐ 第4話（2023年2月7日、TBS） - ジェシー 役
- 育休刑事 第4話（2023年5月9日、NHK総合・NHK BS4K） - 大内田佳基 役
- 風間公親-教場0- 最終話（2023年6月19日、フジテレビ） - 甘木保則 役[37]
- 警部補ダイマジン（2023年7月7日 - 9月1日、テレビ朝日） - 浮田修治 役
- VIVANT 第9話・最終話（2023年9月10日・17日、TBS） - ゴビ 役[38][39]
- 正直不動産2（2024年1月9日 - 3月12日、NHK総合・NHK BSプレミアム4K） - 藤原結弦 役[40]
- アンチヒーロー 第1話・第2話（2024年4月14日・21日 、TBS） - 姫野道哉 役[41][42]
- Destiny 第5話・第8話・最終話（2024年5月7日・28日・6月4日、テレビ朝日） - 東正太郎 役[43]
- 新宿野戦病院（2024年7月3日 - 9月11日、フジテレビ） - 田島琢己 役[44]
- 天久鷹央の推理カルテ 第2話 - 第4話（2025年4月29日 - 5月13日、テレビ朝日） - 湯浅春哉 役[45]
- キャスター 第4話（2025年5月4日、TBS） - 警備員・小津 役[46]
- しあわせな結婚（2025年7月17日 - 、テレビ朝日） - 梶原拓 役[47]

### オリジナルビデオ
- となりの801ちゃん（2007年9月5日）
- 携帯彼女（2011年4月6日） - 村瀬隆司 役

### 映画
- 3on3（2003年） - リーバース 役
- 青空のゆくえ（2005年） - 増田亮平 役
- 夜のピクニック（2006年） - 春山 役
- BOYSLOVE 劇場版（2007年） - 加納有樹 役
- 妄想少女オタク系（2007年） - 千葉俊介 役
- カフェ代官山〜Sweet Boys〜（2008年） - 石川楽 役
- カフェ代官山II 〜夢の続き〜（2008年） - 石川達也 役
- 憐 Ren（2008年） - 鳴瀬玲人 役
- トワイライトシンドローム デッドゴーランド（2008年） - ケンタロウ 役
- キズモモ。（2008年） - 富田アキ 役[48]
- カフェ代官山III 〜それぞれの明日〜（2009年） - 石川楽 / 湊川恭歌　二役
- 花ゲリラ キラキラMOVIES（2009年） - 山口遼 役
- ヴァンパイア・ストーリーズ BROTHERS編（2011年） - シュウ 役
- ヴァンパイア・ストーリーズ CHASERS編（2011年） - シュウ 役
- 愛と誠（2012年）
- 幕末奇譚 SHINSEN5 〜剣豪降臨〜（2013年） - 土方歳三 役
- 幕末奇譚 SHINSEN5弐 〜風雲伊賀越え〜（2013年） - 土方歳三 役
- クリーピー 偽りの隣人（2016年） - 松岡 役
- 99.9-刑事専門弁護士-THE MOVIE（2021年12月30日、松竹） - 落合洋平 役[49]
- 劇場版ドクターX FINAL（2024年12月6日、東宝） - 氷室淳 役[50]

### 舞台
- ミュージカル テニスの王子様（2006年 - 2010年） - 柳生比呂士 役
  - Absolute King 立海 feat.六角〜First Service〜（2006年12月 - 2007年1月、日本青年館 他）
  - Dream Live 4th（2007年3月、パシフィコ横浜）
  - Dream Live 4th Extra（2007年5月、梅田芸術劇場）
  - Absolute King 立海 feat.六角 〜Second Service〜（2007年8月 - 9月、日本青年館 他）
  - Progressive Match 比嘉 feat.立海（2007年12月 - 2008年2月、日本青年館 他）
  - Dream Live 5th（2008年5月、横浜アリーナ/神戸ワールド記念ホール）
  - The Final Match 立海 First feat. 四天宝寺（2009年7月 - 10月、日本青年館 他）
  - The Final Match 立海 Second feat. The Rivals（2009年12月 - 2010年3月、日本青年館 他）
  - Dream Live 7th（2010年5月、横浜アリーナ）
- PureBOYS
  - 7Cheers! 〜翔べ!自分という大地から!〜（2007年10月、博品館劇場） - 元木徹浩 役
  - 7Dummy's Blues.（2008年8月、青山円形劇場） - 馬場徹ダミー 役
  - 7Color Candles（2009年6月、サンシャイン劇場） - 津村和彦 役
- メモリーズ3 〜サードオファー〜（2008年3月 - 4月、シアターサンモール） - 仲俣功二 役
- 朗読劇 苦情の手紙（2008年7月／2008年12月、博品館劇場） - 田所タダシ 役
- ジュークボックス・ミュージカル ココロノカケラ（2008年9月、青山劇場） - イリエ 役
- ミュージカル 銀河鉄道の夜（2008年10月 - 11月、池袋あうるすぽっと 他） - カムパネルラ 役
- ミュージカル スーザンを探して（2009年1月 - 3月、シアタークリエ） - ティナ 役
- 飛龍伝2010 ラストプリンセス（2010年2月 - 3月、新橋演舞場 他） - 馬場徹 役
- うたかたのオペラ（2010年5月7日 - 9日、日本青年館） - 宗一 役
- 広島に原爆を落とす日（2010年8月、シアターコクーン/森ノ宮ピロティホール） - 北関東血盟団の平沼 役
- ミュージカル モモ（2011年1月、大和田伝承ホール/森ノ宮ピロティホール） - ジジ 役
- 新・幕末純情伝（2011年9月 - 10月、パルコ劇場/シアタードラマシティ） - 坂本龍馬 役
- ミュージカル ダンス・オブ・ヴァンパイア（2011年11月 - 2012年1月、帝国劇場/梅田芸術劇場） - ヘルベルト 役
- VISUALIVE ペルソナ4（2012年3月、サンシャイン劇場） - 主人公 役
- SAMURAI 7（2012年4月、青山劇場） - カツシロウ 役
- 蒼い妖精とピノッキオ（2012年7月、池袋あうるすぽっと） - ピノッキオ 役
- タンブリング vol.3 （2012年8月- 9月、国際フォーラムC/シアターBRAVA!/赤坂ACTシアター） - 木下遼 役
- VISUALIVE ペルソナ4 the EVOLUTION（2012年10月、天王洲銀河劇場） - 主人公 役
- ミュージカル 女子高生チヨ（2012年12月、東京グローブ座） - 内海翔 役
- 熱海殺人事件 40years' NEW（2013年2月 - 3月、紀伊國屋ホール/森ノ宮ピロティホール） - 木村伝兵衛 部長刑事 役
- 早乙女太一主演公演 神州天馬侠（2013年4月/6月 - 7月、明治座/中日劇場） - 加賀見忍剣 役
- 劇団朱雀特別公演（2013年5月、ぎふ葵劇場）
- 早乙女太一“原点進化”『次郎長旅日記』『身代わりカンパチ仁義』『二人忠治』『伊太郎旅唄』『弁天小僧』 （2013年6月、パルコ劇場）
- 朗読劇　LOVE LETTERS（2013年8月、PARCO劇場） - アンディ 役
- 聖女 ジャンヌ・ダルク（2013年9月 - 10月、世田谷パブリックシアター/兵庫県立芸術文化センター/穂の国とよはし芸術劇場PLAT　主ホール/札幌市教育文化会館 大ホール） - ジル・ド・レエ 役
- 飛龍伝21 〜殺戮の秋〜いつの日か、白き翼に乗りて（2013年10月、青山劇場） - 横浜国大 伊豆沼徹役
- 広島に原爆を落とす日（2013年12月、俳優座劇場） - ディープ山崎 役
- 早乙女太一 ALL JAPAN TOUR 2013 THE FINAL（2013年12月、シアター1010）
- ザ・ビューティフル・ゲーム（2014年1-2月、新国立劇場　小劇場） - ジョン・ケリー 役
- 熱海殺人事件 Battle Royal（2014年2月、紀伊國屋ホール） - 木村伝兵衛 部長刑事 役
- 原点進化劇場　怪談にせ皿屋敷（2014年6月、青山劇場） - 園部上総之介 役
- つかこうへいダブルス2014 広島に原爆を落とす日（2014年8月 - 9月、シアタートラム） - ディープ山崎 役
- potluck7（2015年3月、原宿アストロホール）
- TAKE FIVE（2015年5月、赤坂ACTシアター/梅田芸術劇場メインホール） - 森脇次郎 役
- 引退屋リリー（2016年2月、紀伊國屋ホール） - 二階堂 役[51]
- ミュージカル　ロミオ＆ジュリエット（2017年1月、赤坂ACTシアター/梅田芸術劇場メインホール） - ベンヴォーリオ 役
- 妄想歌謡劇　上を下へのジレッタ（2017年5月 - 6月、シアターコクーン/森ノ宮ピロティホール） - ジミー・アンドリュウス 役
- ボーイズ・イン・ザ・バンド ～真夜中のパーティー～（2020年7月 - 8月、Bunkamuraシアターコクーン/なかのZERO 大ホール/東京エレクトロンホール宮城/カナモトホール/梅田芸術劇場シアター・ドラマシティ） - ドナルド 役

### ラジオドラマ
- ラジオ劇団『小さな奇跡』（2009年8月3日 - 31日、TOKYO FM） - 8月度 主演
- ラジオシアター〜文学の扉『坊ちゃん』（2012年3月18日・25日、TBSラジオ）[52][53]
- 青春アドベンチャー『見かけの二重星』（2012年7月16日 - 20日、NHK-FM） - 道川先輩 役[54]
- 青春アドベンチャー『あたたかい水の出るところ』（2014年11月10日 - 21日、NHK-FM） - 福一 役[55]

### 声優

#### テレビアニメ
- きらりん☆レボリューション 第129話 - 140話、142話、143話（2008年10月17日 - 2009年3月27日、テレビ東京） - クラウディ（流水霧也）役

#### CD
- DRUG-ON（2007年12月21日、フロンティアワークス） - カイ 役
- 羊でおやすみシリーズ 革命編「口づけは朝までおあずけ」（2008年7月25日、honeybee）

### インターネット
- ギリギリモーニング!（2011年4月2日 - 2012年9月7日、ニコニコ生放送） - 兼崎健太郎・小野健斗とともにレギュラー出演
- 馬場徹のTuesday Night（2012年4月 - 2012年12月、WALLOP）

### MV
- 詩音「Rain Of Tearz」（2009年4月8日、Village Again）
- Rake「100万回の「I love you」」（2011年3月9日、アリオラジャパン）
- Rake「フタリヒトツ」（2012年3月7日、アリオラジャパン）

### CM
- CASIO「Ex-word」
- エポック社 体感ゲームシリーズ「K.O.しようぜ! エキサイトボクシング」（2002年）
- ニベア花王「8×4」（2005年）
- アサヒ飲料「三ツ矢 爽レモンサイダー」（2005年）
- 中部電力「はじめる部」（2016年）
- 森永乳業「マウントレーニア」（2019年）
- 松竹梅酒造 昴（2025年4月21日 - 5月18日）[56] - 美馬アンナと共演[57]

### 配信映画
- 次元大介（2023年10月13日、Amazon Prime Video）[58]

### ショー
- NOZOMI ISHIGURO PRESENTATION COLLECTION AUTUMN/WINTER 2007-2008（2007年4月1日、シアター代官山）
- Spinning BOX（2011年7月、横浜ブリッツ）

## 作品

### CD
- ミュージカル「テニスの王子様」ベストアクターズシリーズ008（as柳生比呂士）（2007年7月25日、インデックスミュージック）

### DVD
- NATURAL FACEシリーズ
  - vol.2 京七宝編（2008年1月25日）
  - vol.5 彫金編（2008年3月10日）
  - vol.9 佛像彫刻編（2008年4月25日）
- MEN'S DVDシリーズ第6弾 "FLYING HIGH"（2008年2月20日）
- ホワイトキューブ001 馬場徹 華道（2008年4月30日）
- メンズ．ドーガ〜齋藤ヤスカ・馬場徹・八神蓮〜（2008年6月15日）
- Search for my roots 馬場徹 プライベートジャーニー in 韓国
  - プサン編（2008年8月16日）
  - ソウル編（2008年9月19日）
  - テグ編（2008年10月17日）
- 徹-Tetsu-（2008年11月25日）
- 僕と旅に出よう〜旅のしおり〜（2009年11月20日）
- Making of  Spinning BOX 34Days(2012年2月22日)
- 僕たちの地球ロード In イタリア 
  - ピサ・フィレンツェ・ローマ・ヴァチカン市国編(2012年7月20日)
  - ミラノ・ヴェネチア編(2012年7月20日)

### 写真集
- ばば〜んずStyle.（2007年7月17日）
- ばば〜んずStyle.(Other Cut version)（2007年11月25日）
- MEN'S Photo bookシリーズ 第6弾 "MENG(夢)"（2008年3月18日）
- 徹-Tetsu-（2008年11月25日）
- Fotolibro（2012年7月1日）